# Саенко, Александр Сергеевич
Александр Сергеевич Саенко (род. 29 февраля 1984, Киев) — украинский государственный и политический деятель,кандидат юридических наук, заслуженный юрист Украины, адвокат.
Министр Кабинета Министров Украины (с 14 апреля 2016 года - 29 августа 2019 года). В Правительстве Владимира Гройсмана отвечал за реализацию приоритетных реформ и координацию работы Секретариата Кабмина и за взаимодействие с Верховной Радой Украины.
Возглавлял Офис реформ Премьер-министра Украины.
Входил в состав Номинационного комитета по отбору руководителей особо важных для экономики государственных предприятий.
Был избран Почетным президентом Национальной Федерации Самбо Украины (6 сентября 2017 года, на внеочередной конференции НФСУ).

## Образование
В 2003 году - окончил юридический факультет Киевского профессионально-педагогического колледжа им. А. Макаренко.
В 2006 году - окончил Национальную академию государственной налоговой службы Украины, специальность «Правоведение».
В 2009 году — стал аспирантом Института законодательства Верховной Рады Украины.
В 2011 году прошел обучение в Центре креативного лидерства (США) и в Канадской школе государственной службы.
Владеет украинским, русским и английским языками.

## Карьера
2003 год — ведущий специалист Управления труда и социальной защиты населения Шевченковской райгосадминистрации г. Киева.
2004 год — ведущий специалист управления правового обеспечения бюджетной политики в Министерстве экономики и европейской интеграции.
2005 год — главный консультант отдела юридического обеспечения и нормопроектирования в Центре содействия институциональному развитию государственной службы Главного управления государственной службы Украины, начальник отдела международного сотрудничества.
2006 год — старший государственный налоговый инспектор Государственной налоговой службы Киевской области. С апреля по сентябрь 2006 года — начальник отдела европейской интеграции и международного сотрудничества Управления стратегического развития и эффективности государственной службы в Главном управлении Государственной Службы Украины. В октябре 2006 года был переведен на должность начальника отдела международного сотрудничества Центра содействия институциональному развитию государственной службы Главного управления государственной службы Украины. В дальнейшем занимал должность первого заместителя директора Центра адаптации государственной службы к стандартам ЕС.
2009 год — директор Школы высшего корпуса государственной службы (г. Киев).
Работал над концепцией административной реформы.
Принимал участие в проведении функционального аудита министерств.
Работал над новой редакцией закона «О государственной службе», осуществлял оценку системы государственного управления по показателям Sigma, внедрении в Украине инструментов институционального развития Twinning, TAIEX, создании групп анализа политики в государственных органах.
Проходил стажировку в Офисе публичных назначений Ирландии (2010 г.) и в Министерстве экономики Франции (2009 г.)
Соавтор ряда публикаций на тему реформы государственного управления и государственной службы. А именно, Плана модернизации государственного управления (2010 г.) и Повестка дня нового министра (2008 г.)
2011—2013 года — начал работать в Международном благотворительном фонде «Фонд экономических реформ в Украине» (г. Киев) на должности консультанта по экономическим вопросам. Был координатором Координационного центра по внедрению экономических реформ (вне штата).
Был одним из авторов реформы системы предоставления административных услуг, целью которой было повышение их качества и уровня доступности для граждан. Соавтор закона «Об административных услугах» и Научно-практического комментария к нему. Инициатор развития сети центров предоставления административных услуг и расширение спектра услуг, которые ими предоставляются.
2014 год — советник Вице-премьер-министра — Министра регионального развития, строительства и ЖКХ Украины Гройсмана В.Б.
2015 год — Глава Секретариата Председателя ВРУ Гройсмана В. Б.
Во время работы в Парламенте участвовал в подготовке изменений в Конституцию Украины в части децентрализации, занимался подготовкой Плана законодательного обеспечения реформ и совместным с Европейским Парламентом проектом по усовершенствованию роботы Верховной Рады Украины.
2016—2019 год — Министр Кабинета Министров Украины.
2019 год — кандидат в народные депутаты Украины на выборах в Верховную Раду IX созыва, № 3 в списке партии «Украинская стратегия Гройсмана».
2020 год — получил статус адвоката, начал адвокатскую практику.
2021 год — преподаватель, доцент кафедры конституционного административного и криминального права Киевского национального экономического университета имени В. Гетьмана.

## Деятельность на посту Министра Кабинета Министров
В Правительстве Владимира Гройсмана отвечал за реализацию приоритетных реформ, координацию работы Секретариата Кабинета Министров Украины и взаимодействие с Верховной Радой Украины. Возглавлял Офис реформ Премьер-министра Украины.
Занимал пост Министра Кабинета Министров с 14 апреля 2016 года по 29 августа 2019 года. Деятельность Министра Кабмина регламентируется Положением КМУ №394 от 28.06.2016 г.
Одна из главных зон ответственности - реформа государственного управления, которая началась в мае 2016 года с вступлением в силу Закона Украины «О государственной службе» и была определена одной из приоритетных для правительства реформ. В 2017 году был назначен Председателем Координационного совета по вопросам реформы государственного управления.
Возглавлял рабочую группу по вопросам приватизации. 
Входил в состав Номинационного комитета по отбору руководителей особо важных для экономики государственных предприятий.

## Семья
Женат. Отец трех сыновей Андрея, Владимира, Давида и дочери Евы.  

## Хобби
Самбо, шахматы

## Награды и звания
- Заслуженный юрист Украины (2016г.).

- Награждён благодарностью Главного управления государственной службы Украины (2011).
- Кандидат юридических наук (2021г.).
- Орден Федерации самбо в Украине "За заслуги" I степени.
- Памятный знак «За содействие государственной охране Украины».
- Памятный знак Управления государственной охраны «За честь и славу» III степени.